# Eltern allein zu Haus
Eltern allein zu Haus ist eine dreiteilige Fernsehreihe aus dem Jahr 2017. Jede Folge hat eine Länge von rund 90 Minuten und wurde im Rahmen der Reihe Endlich Freitag im Ersten ausgestrahlt. Die Hauptrollen im Eröffnungsfilm Die Schröders spielen Ann-Kathrin Kramer und Harald Krassnitzer, im zweiten Film Die Winters Walter Sittler und Susanna Simon und im dritten und letzten Film Frau Busche Oliver Mommsen und Anna Schudt.
Die Trilogie befasst sich mit Beziehungen, die ins Wanken geraten, nachdem die Kinder ihr Elternhaus verlassen haben. Der Kritiker Rainer Tittelbach fasste das so zusammen: „Die Trilogie ‚Eltern allein zu Haus‘ erzählt von Beziehungen auf dem Prüfstand, von eingeschlafenen Gefühlen, von Ehen, bei denen ‚Reparaturen‘ zu spät kommen oder noch etwas zu retten ist, von amourösen Neuanfängen und davon, dass Eltern auch Eltern bleiben, selbst wenn sie getrennt leben und ihre Kinder (fast) erwachsen sind.“

## Inhalt
Für drei sich voneinander unterscheidende Familien beginnt ein neues Kapitel in ihrem Leben, als ihre Kinder selbstständig werden und das Haus verlassen. Nun könnten sie langersehnte Träume verwirklichen und ihre neu gewonnene Zeit für sich und ihre Hobbys nutzen. Doch die Wirklichkeit sieht meist anders aus, denn plötzlich erlangt das Berufsleben einen anderen Stellenwert und derjenige Partner, der in erster Linie für Haus und Kinder zuständig war, muss die Zeit, die er bisher den Kindern gewidmet hat, anderweitig ausfüllen. Auch lange geplante Reisen haben nicht mehr den Reiz, den sie hatten, als man sie nicht unternehmen konnte. Die Vorstellung eines harmonischen Miteinanders erfüllt sich nicht, stattdessen ist Streit und teils auch Chaos angesagt.
Die drei Filme erzählen unterschiedliche Geschichten, der die Sichtweise der jeweiligen Familie zugrunde liegt. Gezeigt wird, dass es durchaus Auswirkungen auf ihren Umgang miteinander haben kann, wenn „Eltern plötzlich allein zu Haus“ sind.

## Episodenliste
| Nr. | Originaltitel | Erstausstrahlung | Regie         | Drehbuch      | Zuschauer |
| --- | ------------- | ---------------- | ------------- | ------------- | --------- |
| 1   | Die Schröders | 24. März 2017    | Josh Broecker | Nina Bohlmann | 4,58 Mio. |
| 2   | Die Winters   | 31. März 2017    | Josh Broecker | Nina Bohlmann | 3,81 Mio. |
| 3   | Frau Busche   | 7. Apr. 2017     | Josh Broecker | Nina Bohlmann | 3,72 Mio. |

## Produktion
Aspekt Telefilm-Produktion GmbH drehte die drei Episoden in den Jahren 2015/2016 in Hamburg und Umgebung.
Die Trilogie beruht nicht auf dem gleichnamigen Taschenbuch von Birgit Adam, sondern wurde von Nina Bohlmann verfasst.
Eine vergleichbare Fernsehreihe startete zwei Jahre später unter dem übergeordneten Titel Väter allein zu Haus.

## Rezeption

### Kritik
Rainer Tittelbach von Tittelbach.tv war der Meinung: „Die Machart [der drei Geschichten] ist spielerisch & unverkrampft“ – „auch wenn der Wiedererkennungswert hoch sein könnte – den hohen Unterhaltungswert dürfte das nicht schmälern, im Gegenteil.“ Dennoch gilt für „‚Eltern allein zu Haus‘ die altbekannte Psychotherapeuten-Weisheit: Zu jeder Beziehungskrise gehören immer zwei. Wird auch keine der Figuren von vornherein disqualifiziert, so dürfte dennoch jeder Zuschauer seine ‚Favoriten‘ haben. Das sagt – genauso wie die Präferenz für einen der drei Filme (dem Kritiker gefällt ‚Frau Busche‘ am besten) – auch viel über die Neigungen und Erfahrungen des jeweiligen Zuschauers aus. Insofern lädt diese mehr als respektable TV-Trilogie spielerisch, unverkrampft und hoffnungsfroh zur Selbsterkenntnis ein. Und wer glaubt, ihn würde das alles nichts angehen, der wird auch seinen Spaß haben.“
Die FAZ zog das Fazit: „Trennen, bleiben, neu anfangen? ‚Eltern allein zu Haus‘ nimmt die Probleme seiner Figuren mit ihren Beziehungen, die vielleicht doch nicht so ausgeleiert sind wie ein alter Lieblingspullover, ernst, aber nicht zu sehr.“ „Nachsicht, aber keine übermäßige Milde ist angesagt. Eltern haben es schon schwer genug heutzutage, meinen Eltern. Alle anderen könnten das etwas anders sehen.“